# Duqaq
Xams-al-Muluk Abu-Nasr Duqaq (àrab: شمس الملوك أبو نصر دقاق, Xams al-Mulūk Abū Naṣr Duqāq) (? - Damasc, 8 de juny de 1104) fou el governador (amir) seljúcida de Damasc entre 1095 i 1104. Era fill de Tútuix I, emir de Damasc i sultà de Síria (després de la conquesta d'Alep).

## Biografia

Els Estats llatins d'Orient el 1102.
El comtat de Tortosa o Tartus correspon al futur comtat de Trípoli.

Quan el seu pare Tútuix I va morir a una batalla prop de Rais, el seu germà gran Ridwan intentà apropiar-se de la totalitat de l'herència paterna assassinant als seus germans. Abu-Tàlib i Bahram foren assassinats, però Duqaq i Baktak aconseguiren escapar-se i refugiar-se a Damasc, on Duqaq fou reconegut com a emir per la guarnició, no deixant a Ridwan més que el nord de Síria amb Alep.
Entre Ridwan i Duqaq va existir en endavant un odi implacable i els dos emirs van estar constantment en guerra. Així no es compten menys de dues guerres entre els germans només durant l'any 1097. És llavors que els croats arribaren davant la ciutat d'Antioquia de l'Orontes l'octubre de 1097 i posaren setge a la ciutat. Yaghi-Siyan, amir d'Antioquia, no tenia molt bona relació amb el seu senyor feudal Ridwan, ja que havia donat suport a Duqaq en l'última guerra fratricida, i va demanar l'ajuda de l'emir de Damasc. Aquest va vacil·lar, ja que temia un atac de Ridwan mentre fos a Antioquia, i no es decidí fins al desembre. El 31 de desembre de 1097 el seu exèrcit va trobar a al-Bara un important destacament de croats dirigits per Bohemon de Tarent i Robert de Flandes que tenia l'encàrrec d'assegurar l'avituallament dels croats que assetjaven Antioquia. L'exèrcit de Damasc fou derrotat però els francs, de resultes d'aquest combat, no gosaren continuar cap al sud i tornaren a Antioquia sense avituallament.
Ridwan va intentar també atacar als francs però fou vençut prop d'Antioquia el 9 de febrer de 1098. Llavors Kerbogha, atabeg de Mossul va reunir un gran exèrcit, al qual es va afegir Duqaq, i va avançar cap a Antioquia, però va arribar el 5 de juny, dos dies després que els croats haguessin conquerit la ciutat. La ciutadella encara resistia i Kerbogha immediatament se la va fer lliurar i la va posar en estat de defensa, sense amagar les seves ambicions d'hegemonia a Síria. Duqaq fou llavors el cap de fila dels emirs descontents amb aquesta política de l'emir de Mossul. Aquestes dissensions arrossegaren la dispersió dels musulmans, i van portar a la derrota de Kerbogha contra els croats el 28 de juny deixant les mans lliures als francs a Síria. Els fatimides ho van aprofitar per prendre Jerusalem, que estava en mans d'un vassall de Duqaq, de nom Sukman Ibn Ortuk, en el transcurs de l'estiu de 1098

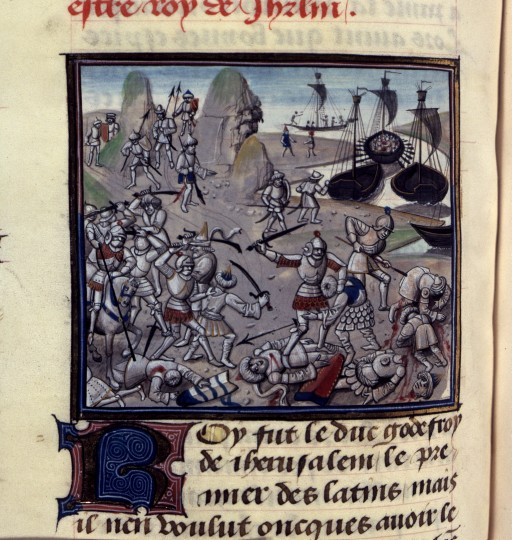
El combat del Nahr al-Kalb, l'octubre de 1100. Gravat del. Biblioteca Nacional de França

El 1100, Duqaq, en resposta als repetits raids dels francs de Jerusalem sobre els ramats i les collites d'un dels seus vassalls, l'emir de Sawad, un beduí del Golan, va atacar a Jofré de Bouillon i a Tancred d'Hauteville, un nebot de Bohemon I d'Antioquia, encarregats del botí. Els francs aconseguiren fugir amb fortes pèrdues (maig). Tancred va organitzar una ràtzia de represàlia prop de Damasc, devastant els horts i saquejant els pobles. Duqaq no va gosar intervenir i va proposar a Tancred pagar-li una forta suma a canvi d'allunyar-se. Tancred va enviar una delegació de sis persones ordenant a Duqaq convertir-se al cristianisme o lliurar Damasc. Ultratjat, Duqaq va ordenar als emissaris abraçar l'islam. Un d'ells va acceptar i als cinc altres els va fer tallar el cap. Jofré es va reunir amb Tancred i els francs devastaren durant deu dies la regió de Damasc. L'emir de Sawad, veient que Duqaq ja no el podia protegir, va rebutja la seva sobirania feudal i es va posar sota el protectorat del regne de Jerusalem
L'octubre del mateix any, Duqaq va reunir les seves forces i va parar una emboscada a Balduí I d'Edessa, en ruta cap a Jerusalem per recollir la successió del seu germà Jofré de Bouillon; el lloc fou passat el Nahr al-Kalb, ja prop de Beirut. El nou cadi de Trípoli, Fakhr al-Mulk Ibn Ammar, tement que una victòria donés massa poder al seu rival de Damasc, va fer assabentar a Balduí del que es preparava. Després d'una breu escaramussa, les tropes de Damasc retrocediren cap a la muntanya libanesa, mentre que els francs passaren tranquil·lament la desembocadura del Nahr al-Kalb Al començament del setge de Trípoli, el 1102, Fakhr al-Mulk Ibn Ammar va cridar en ajut a Duqaq, però el seu exèrcit fou rebutjat pels francs
Però els principats àrabs es començaren a acostumar a la presència dels francs i Duqaq va iniciar els intercanvis diplomàtics amb la cort de Jerusalem, com també ho van fer altres emirs
A la mort de Duqaq el juny de 1104, el principat seljúcida de Damasc va desaparèixer, després d'una ficció de regència del seu fill Tútuix II, en benefici de l'atabek turc Dhàhir-ad-Din Tughtikín que va fundar la dinastia dels búrides